# PM (Automarke)
PM war eine belgische Automarke, benannt nach Paul Marchand.

## Markengeschichte
Paul Marchand hatte zu Beginn des 20. Jahrhunderts bei Nagant Frères Erfahrungen im Automobilbau gesammelt. Danach verkaufte er Autos von De Dion-Bouton, Gardner-Serpollet, Vermorel und Automobiles Sigma. Während des Ersten Weltkriegs war er bei britischen Flugzeugherstellern tätig. 1919 gründete er sein eigenes Unternehmen zur Automobilproduktion. Der Sitz war im Pionierenpark in Melle bei Gent. Für die Zeit bis 1923 sind mehrere hundert Fahrzeuge überliefert, von denen 30 nach England exportiert wurden. Die Produktion lief bis 1926.
Es gab keine Verbindung zu Ateliers Auto-Mécanique PM aus Lüttich, die zwischen 1921 und 1927 ebenfalls Fahrzeuge als PM anboten.

## Fahrzeuge
Im Angebot standen kleine Wagen. Viele Teile wurden zugekauft. Die Fahrgestelle stammten von Malicet & Blin. Die Motoren wurden zunächst von Fondu und später von Chapuis-Dornier bezogen. Die Karosserien lieferte Stevens aus Gent-Ledeberg. Abbildungen zeigen eine Limousine und einen Tourenwagen.